# José Larralde

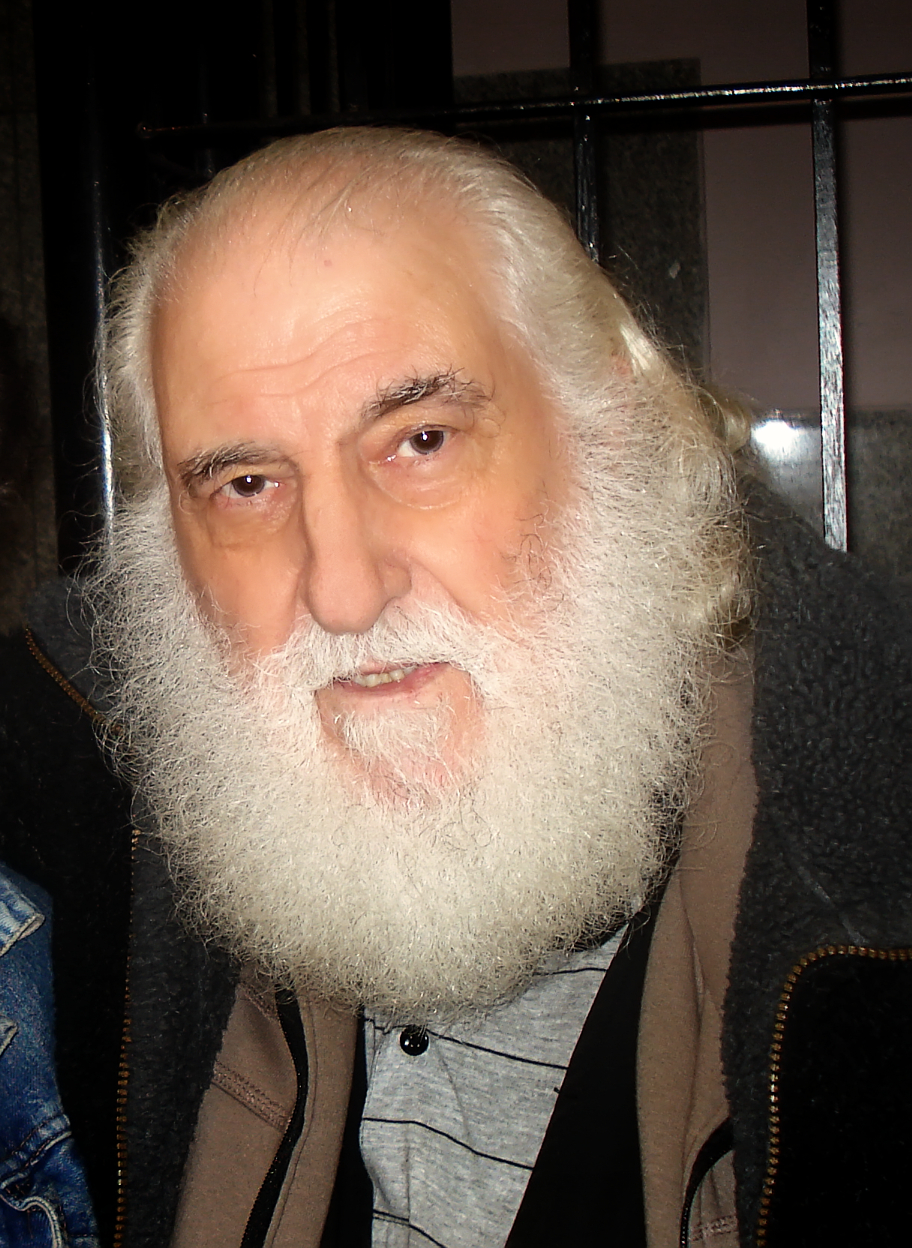
José Larralde

José Teodoro Larralde Saad (* 22. Oktober 1937 in Huanguelén, Provinz Buenos Aires) ist ein argentinischer Liedermacher.

## Biografie
Larralde schrieb seit frühester Jugend sozialkritische Lieder, ergriff einen handwerklichen Beruf und wurde von dem gleichaltrigen, aber bereits erfolgreichen Jorge Cafrune (1937–1978) gefördert, der 1967 einige Stücke Larraldes aufnahm und ihm im selben Jahr zu seiner ersten LP Canta José Larralde verhalf. Larralde schreibt Songs und Gedichte über das Leben der einfachen Bevölkerung, er begleitet sich selbst auf der Gitarre. In rascher Folge erschienen bis Anfang der 1980er Jahre zahlreiche weitere Langspielplatten. 1995 wurde er mit dem Konex-Preis für sein Lebenswerk ausgezeichnet, 1995 und 1996 außerdem mit mehreren Preisen der Asociación de Cronistas del Espectáculo.